# Valu lui Traian
Valu lui Traian là một xã thuộc hạt Constanța, România. Dân số thời điểm năm 2002 là 8859 người.